# Clemens Nörpel
Clemens Nörpel (* 12. Oktober 1885 in Darmstadt; † 1. Juni 1950 in Berlin-Neukölln) war ein deutscher Gewerkschaftsfunktionär. Als führender sozialdemokratischer Arbeitsrechtsexperte prägte er die Arbeitspolitik der Gewerkschaften und der Sozialdemokratie während der Weimarer Republik und beeinflusste dabei auch maßgeblich die allgemeine arbeitsrechtliche Diskussion. In der Zeit des Nationalsozialismus arbeitete er im Arbeitswissenschaftlichen Institut der Deutschen Arbeitsfront.

## Leben

### Weimarer Republik
Nörpel erlernte ursprünglich den Beruf eines Kaufmanns. Er arbeitete als Buchhalter und Korrespondent. Er nahm als Frontsoldat am Ersten Weltkrieg teil. Bei der Spaltung der SPD schloss er sich der USPD an und wurde 1920 als Vertreter der USPD in der Betriebsräteabteilung des Allgemeinen freien Angestelltenbundes (AfA) angestellt. Damit gehörte er auch dem Bundesbüro des ADGB an. 1922 wechselte er in gleicher Funktion ein Angestelltenverhältnis mit dem ADGB. Die Angestellten des Bundesbüros wirkten dabei als Berater des hauptamtlichen Gewerkschaftsvorstandes, erarbeiteten Reden, Aufsätze, Gutachten und Exposés und bereiteten gewerkschaftliche Stellungnahmen vor. Mit der Vereinigung von USPD und MSPD kehrte Nörpel zur SPD zurück.
Nörpel wurde 1927 zum ehrenamtlichen Arbeitsrichter am Reichsarbeitsgericht in Leipzig gewählt und leitete ab 1928 die Zeitschrift Arbeitsrechtspraxis. Außerdem arbeitete er beim gewerkschaftlichen Theorieorgan Die Arbeit mit. Bei seiner publizistischen Tätigkeit konzentrierte er sich auf die Themen Betriebsräte und kollektives Arbeitsrecht. Sein arbeitsrechtliches Fachwissen hatte er sich dabei ausschließlich im Selbststudium angeeignet. Seine Beiträge bspw. zur Schlichtungsfrage deckten sich nicht immer mit der Position des Bundesausschusses des ADGB, wirkten aber meinungsbildend und brachten die Gewerkschaften staatsinterventionistischen Positionen näher. Nörpel arbeitete mit Rudolf Hilferding, Erik Nölting und Hugo Sinzheimer an dem gewerkschaftlichen Programm der Wirtschaftsdemokratie mit, das eine Abwendung vom defensiven Autonomie-Konzept der Gewerkschaften signalisierte.

### Nationalsozialismus
Im Zuge der Zerschlagung der Gewerkschaften wurde Nörpel am 2. Mai 1933 verhaftet, aber bald wieder freigelassen. Er beantragte am 8. Dezember 1933 seine Aufnahme in den Reichsverband Deutscher Schriftsteller. Im Sommer 1935 wurde er Mitarbeiter des Arbeitswissenschaftlichen Instituts der Deutschen Arbeitsfront. Für das Institut verfasste Nörpel Denkschriften zu arbeitsrechtlichen Fragen. Er wurde unter anderem als Autor einer Denkschrift zur arbeitsrechtlichen Stellung der Juden vom 1. August 1940 identifiziert, in der er einen Arbeitseinsatz der Juden vorschlug. Am 13. Februar 1941 beantragte er seine Aufnahme in die NSDAP, die zum 1. April erfolgte (Mitgliedsnummer 8.290.856). Ein letzter namentlich gekennzeichneter Artikel datiert vom Juli 1944.

### Nachkriegsjahre
Bei Kriegsende war Nörpel zunächst ohne Arbeit und bezog eine geringe Rente als Erwerbsunfähiger. Im Oktober 1949 wurde er als „nicht betroffen“ entnazifiziert. Fritz Fleck vom DGB Südwürttemberg-Hohenzollern hatte ihn 1948 kontaktiert. Ab November 1949 leitete Nörpel eine Gewerkschaftsschule des DGB in Wasserburg (Bodensee). Der stellvertretende Bundesvorsitzende des DGB Georg Reuter erfuhr davon, und nach einer Untersuchung entschied der DGB-Bundesvorstand, dass Nörpels Verhalten in der Zeit des Nationalsozialismus jegliche Tätigkeit in der Gewerkschaftsbewegung ausschließe. Er wurde zum 30. Juni 1950 gekündigt. Noch davor starb Nörpel in Berlin, wohin er Anfang Mai 1950 zurückgekehrt war.
Das Todesjahr von Nörpel war lange unbekannt. In der älteren Literatur wurden auch die Jahre 1938 und 1944 als Sterbejahr angegeben.

## Wirken

### Arbeitsrechtexperte der Gewerkschaften
Nörpel vertrat eine politische Auffassung des Rechts, das nach seiner Ansicht weltanschaulich geprägt war. Obwohl er der Rechtsprechung des durch das Arbeitsgerichtsgesetz 1926 geschaffenen Reichsarbeitsgerichts außerordentlich kritisch gegenüberstand, führte er eine scharfe Auseinandersetzung mit dem sozialdemokratischen Arbeitsrechtler Otto Kahn-Freund, der diese Rechtsprechung 1931 als Verwirklichung faschistischer Ideale gekennzeichnet hatte. Kahn-Freund bezog sich dabei auf die Metapher einer angeblich bestehenden organischen Mitgliedschaft des Arbeiters im Betrieb, mit welcher das Reichsarbeitsgericht in seiner ersten Entscheidung 1928 zum Problem des Betriebsrisikos Stellung bezogen hatte, und behauptete überdies, das Reichsarbeitsgericht handele nach patriarchalisch-fürsorgerischen Grundsätzen. Nörpel hingegen hielt die Rechtsprechung für noch nicht endgültig gefestigt und nahm insbesondere an der Kritik Anstoß, in der Kahn-Freund zugleich den Gewerkschaften vorwarf, sie hätten sich in einen über den Klassen stehenden Mechanismus einspannen lassen, so dass das Reichsarbeitsgericht den Machtwillen der Gewerkschaften bereits als sittenwidrig im Sinne der Gesetze ansehen könne. Nörpel ließ seinen Unmut gegenüber Kahn-Freund aber nicht nur in öffentliche Kritik fließen, sondern versuchte bereits im Vorfeld mit allen Mitteln, die Veröffentlichung zu verhindern. Als dies misslang forderte er namhafte Arbeitsrechtler in persönlichen Schreiben auf, sich öffentlich von dem Buch zu distanzieren. Es hat auch den Anschein als habe der von einem Anti-Intellektuellenaffekt geprägte Nörpel, die Berufung Kahn-Freunds auf einen Posten im preußischen Handelsministerium hintertrieben.

### Gewerkschaftspolitik
Nörpel wird zu einer Gruppe jüngerer Gewerkschaftssekretäre um Lothar Erdmann gerechnet, die eine Öffnung der Gewerkschaft nach Rechts betrieben. Er betonte, dass die Gewerkschaften die Interessenvertretung ihrer Anhänger im Rahmen jeder Staatsform und Verfassung zu erfüllen hätten und untermauerte damit die Bestrebungen des ADGB in den letzten Jahren der Weimarer Republik, sich politisch von der SPD zu emanzipieren und beispielsweise ein positives Verhältnis zum Kabinett Schleicher zu entwickeln. Zwar warnte Nörpel noch 1932/33 vor den Nationalsozialisten und ihrer Nationalsozialistischen Betriebszellen-Organisation (NSBO). Nach der nationalsozialistischen „Machtergreifung“ äußerte er sich aber zurückhaltender.
Wie Detlev Brunner anmerkt, konnte Nörpels formales Staats- und Demokratieverständnis auch das Verhalten des ADGB nach dem 30. Januar 1933 legitimieren und eine Brücke zu gewerkschaftlicher Politik in einem beherrschenden Staat auf nichtdemokratischer Basis schlagen. Der Nationalsozialismus habe, so sein Weggefährte Lothar Erdmann, Nörpels „autoritären Neigungen“ entsprochen. Offenbar orientierte sich Nörpel nach den Wahlen vom 5. März 1933 vollständig auf eine Linie, welche die nationalsozialistische Politik positiv beurteilte.

## Schriften
- Tarif-Vertrag u. Lohnformen. Zentralgewerkschaftskommission d. deutschen Gewerkschaftsbundes in d. Tschechoslowakei, Reichenberg 1921.
- Aus der Betriebsrätepraxis. Dietz u. a, Stuttgart 1922.
- Betriebsrätegesetz und Gewerbe- und Kaufmannsgerichtsbeisitzer. Mit vielem Material an Urteilen, Schiedssprüchen, Bescheiden. Verlagsgesellschaft d. Allg. Deutschen Gewerkschaftsbundes m. b. H; [Th. Thomas Komm. Gesch.], Berlin/[Leipzig] 1922.
- Die Rechte und Aufgaben der Betriebsräte. Vortrag gehalten auf der Lackiererkonferenz des Verbandes der Maler us. w. am. 7 und 8. April, 1922 …. Streine, Hamburg 1922.
- Gewerkschaften und Arbeitsrecht. Verlagsges. des Allgemeinen Dt. Gewerkschaftsbundes, Berlin 1924.
- Internationales Arbeitsrecht. Eine Einf. Allg. Dt. Gewerkschaftsbund, Berlin 1925.
- und Siegfried Aufhäuser: Arbeitgerichtsgesetz. Vollständige Textausgabe mit Einführung in das Gesetz, ausführlicher Anmerkung und Sachverzeichnis sowie mit Anhang : Verzeichnis sämtlicher Arbeitsgerichte und Landesarbeitsgerichte. 3. Auflage. Verlagsgesellschaft des Allgemeinen Deutschen Gewerkschaftsbundes, Berlin 1927.
- und Theodor Leipart: Die gesetzliche Regelung der Arbeitszeit nach dem Stand vom 16. Juli 1927. Mit Ausführungsbest. u. Erl. 3. Auflage. Allg. Dt. Gewerkschaftsbund, Berlin 1927.
- Das neue Arbeitsrecht und seine Bedeutung. Vortrag gehalten auf dem Verbandstag, Jena 1928. Hass, Berlin 1928.
- Die neuere arbeitsrechtliche und soziale Gesetzgebung. Vortr, geh. auf d. 13. Bundestag d. Deutschen Verkehrsbundes in Leipzig 1928. Verlagsanstalt Courier, Berlin 1928.
- und Otto Eichler: Ein Jahr Arbeitsgerichtsbarkeit. Die Rechtsprechung der Arbeitsgerichtsbehörden. Dt. Metallarbeiter-Verband, Stuttgart 1929.
- (Hrsg.): Reichsarbeitsgerichts-Rechtsprechung zum arbeitsgerichtlichen Verfahren. Unter besonderer Berücksichtigung der Vorschriften für die tariflichen Schiedsinstanzen und der Ministerialbescheide über die Zuständigkeit und das Verfahren der Ausschüsse für Lehrlingsstreitigkeiten. Verl.-Ges. d. Allg. Dt. Gewerkschaftsbundes, Berlin 1930.
- Entwicklung und Ausbau des Arbeitsrechts. Vortrag, geh. auf d. 14. Kongress d. Gewerkschaften Deutschlands in Frankfurt a. M. 1931. Verlagsges. d. Allg. Deutschen Gewerkschaftsbundes, Berlin 1931.
- und Kurt Gusko: Gewerkschaften und kollektives Arbeitsrecht. 2. Auflage. Allg. Dt. Gewerkschaftsbund, Berlin 1932.
- mit Theodor Leipart und F. Tarnow: Gegen den Wirtschaftsplan der Papen-Regierung. Gegen die Misswirtschaft des Kapitalismus. [Reden von Th.] Leipart, [F.] Tarnow, [C.] Nörpel u. a. [auf der] öffentliche[n] Kundgebung des A.D.G.B. und A.F.A.-Bundes. Verlagsgesellschaft des A.D.G.B, Berlin 1932.
- Gesundheitswerk. 1941.